# 신촌역 (경의선)
신촌역(新村驛, Sinchon station)은 서울특별시 서대문구 신촌동에 있는 수도권 전철 경의·중앙선의 전철역이다.
구 신촌역사는 "서울에서 가장 오래된 역 건물"로 유명하다. 옛 신촌역사는 1921년에 세워졌는데 이는 1925년 세워진 옛 서울역의 건물보다 5년이나 앞선 것으로, 국가등록문화재 제 136호로 지정되었다. 그러나 2006년 7월 12일 기존 역사 뒤쪽에 민자역사를 신축하면서 기존의 역무실 부분을 철거하고 반대편으로 이설하여 보존하고 있다.
서울 지하철 2호선의 신촌역과 이 역 모두 수도권 전철 구간에 존재하는 역이기 때문에 1회용 교통카드 구입 시 혼란의 소지가 많다.

## 역사
- 1921년 7월 11일 : 경의선 남대문~수색 간 개통과 함께 보통역으로 영업 개시[3]
- 1930년 12월 15일 : 용산선 서강~신촌 간 개통[4]
- 1960년 4월 1일 : 용산선 서강~신촌 폐지[5]
- 1967년 7월 1일 : 화물 취급 중지[6]
- 1968년 9월 11일 : 화물 취급 재개[7]
- 1971년 9월 10일 : 무연탄 화물 도착역 지정
- 1988년 1월 1일 : 소화물 취급 중지
- 2004년 12월 31일 : 구 신촌역사 등록문화재 136호로 지정
- 2005년 9월 30일 : 화물 취급 중지
- 2006년 7월 12일 : 역무시설 민자역사로 이전
- 2009년 7월 1일 : 수도권 전철 운행개시
- 2009년 12월 1일 : 철도승차권 단말기 철거
- 2012년 12월 15일 : 급행열차 정차역에서 제외
- 2013년 3월 4일 : 급행열차 정차 재개
- 2016년 5월 16일~7월 15일 : 서울역 북부 선로공사로 인하여 일부 서울역행 전동열차의 임시 시종착역으로 지정
- 2017년 11월 24일~11월 28일 : 서울역 승강장 이전으로 인하여 모든 서울역행 전동열차의 임시 시종착역으로 지정

## 복선 전철화와 신촌역
2014년 12월 27일 수도권 전철 경의·중앙선 전 구간 개통과 함께 수도권 전철 경의·중앙선 전동열차는 가좌역을 분기로 용산선 지하화 구간을 직결 운행하게 되었다. 이로 인해 경의선 가좌 - 서울 구간은 전철이 운행되지 않을 예정이었으나, 신촌역과 서울역 규모와 수요를 고려해 고상홈을 설치하고, 통근열차와 동일한 1시간 배차 간격으로 일부 전동열차를 서울역 착·발로 운행하고 있다.

### 승강장
1면 2선 섬식 승강장으로, 대피선이 없는 승강장으로 당시 설계한 상태였다. 스크린도어가 설치되어 있다.
| ↑ 서울     |
| \| ２１ \| |
| 가좌 ↓     |

| 1 | ● 수도권 전철 경의·중앙선 | 가좌 · 일산 · 문산 방면 |
| 2 | ● 수도권 전철 경의·중앙선 | 서울 방면               |

## 역 주변
- ● 서울 지하철 2호선 신촌역 (1 km)
- ● 서울 지하철 2호선 이대역 (600m)
- 연세대학교
- 연세대학교 체육관 (대학농구리그 연세대학교 홈구장)
- 연세대학교 운동장 (대학축구리그 연세대학교 홈구장)
- 이화여자대학교
- 신촌명물거리
- 신촌 밀리오레
- 현대백화점 신촌점
- 메가박스 신촌
- 세브란스병원
- 신촌동주민센터

## 이용객 변동
2009년 자료는 개통일인 2009년 7월 1일부터 12월 31일까지인 184일 기준으로 환산한 것이다.
| 노선        | 노선 | 일평균 인원수 (명/일) | 일평균 인원수 (명/일) | 일평균 인원수 (명/일) | 일평균 인원수 (명/일) | 일평균 인원수 (명/일) | 일평균 인원수 (명/일) | 일평균 인원수 (명/일) | 일평균 인원수 (명/일) | 일평균 인원수 (명/일) | 일평균 인원수 (명/일) | 각주  |
| 노선        | 노선 | 2009년                | 2010년                | 2011년                | 2012년                | 2013년                | 2014년                | 2015년                | 2016년                | 2017년                | 2018년                | 각주  |
| ----------- | ---- | --------------------- | --------------------- | --------------------- | --------------------- | --------------------- | --------------------- | --------------------- | --------------------- | --------------------- | --------------------- | ----- |
| 경의·중앙선 | 승차 | 936                   | 1,032                 | 1,118                 | 1,133                 | 956                   | 1,069                 | 844                   | 847                   | 803                   | 833                   | [ 9 ] |
| 경의·중앙선 | 하차 | 1,057                 | 1,198                 | 1,324                 | 1,356                 | 1,240                 | 1,434                 | 1,058                 | 1,107                 | 1,057                 | 1,061                 | [ 9 ] |
| 경의·중앙선 |      | 2019년                | 2020년                | 2021년                | 2022년                | 2023년                | 2024년                | 2025년                | 2026년                | 2027년                | 2028년                | [ 9 ] |
| 경의·중앙선 | 승차 | 931                   | 605                   | 645                   |                       |                       |                       |                       |                       |                       |                       | [ 9 ] |
| 경의·중앙선 | 하차 | 1,187                 | 771                   | 782                   |                       |                       |                       |                       |                       |                       |                       | [ 9 ] |

## 사진

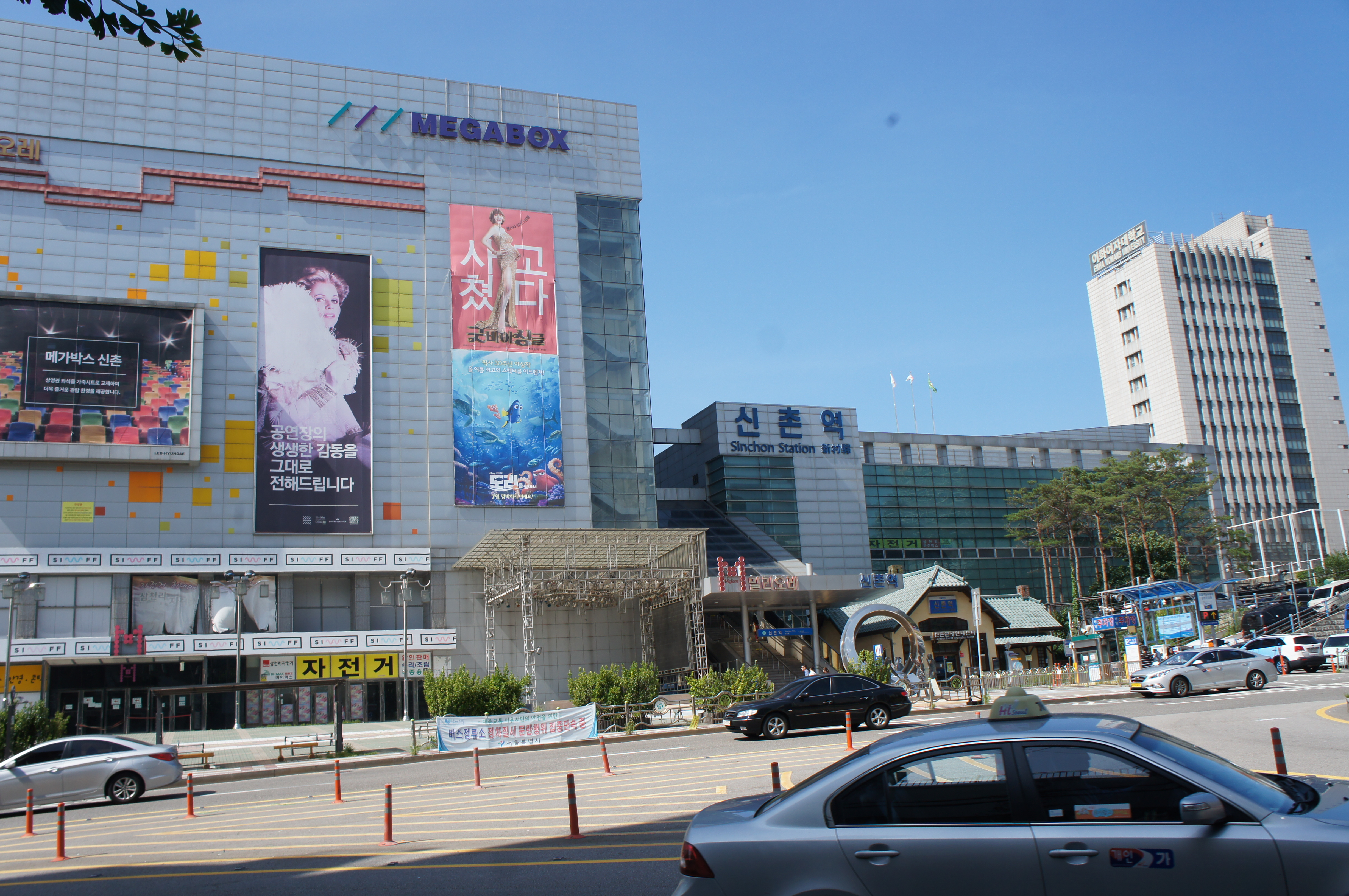
역사 전경
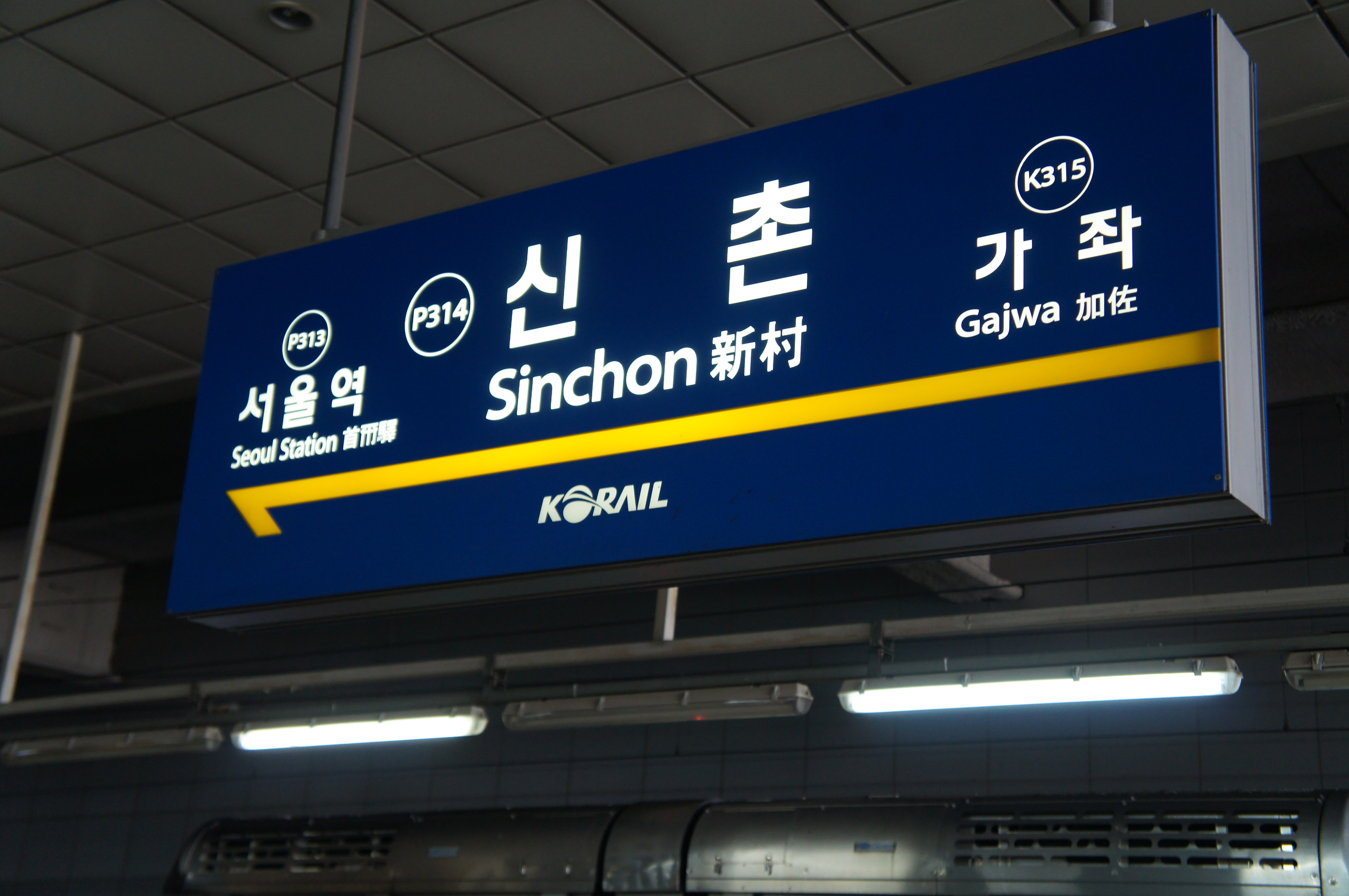
역명판
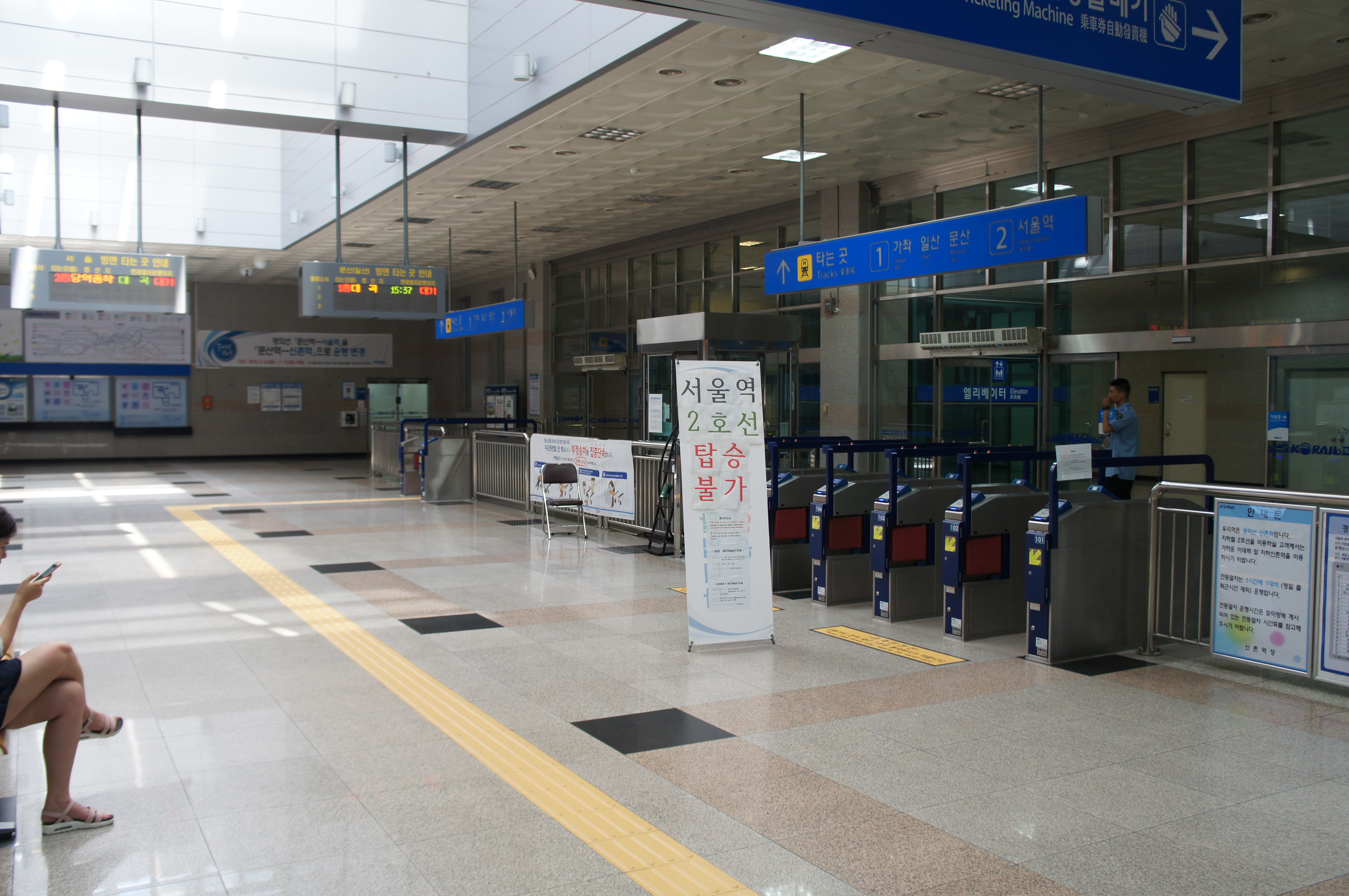
대합실
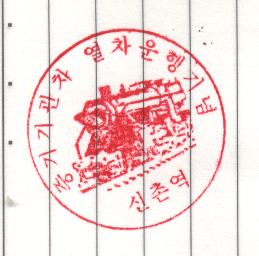
신촌역 기념스탬프

## 인접한 역
| 경의선                               | 경의선                                                      | 경의선                   |
| ------------------------------------ | ----------------------------------------------------------- | ------------------------ |
| K315 가좌 (지상) 문산 방면 문산 방면 | ● 수도권 전철 경의·중앙선 경의선 본선 완행 경의선 본선 급행 | P313 서울 방면 서울 방면 |

## 같이 보기
- 신촌역 (지하)